# هي (رواية)
هي (بالإنجليزية: She) هي رواية بقلم هنري رايدر هاجارد (1856 – 1925)، نشرت أولا بشكل مسلسل في المجلة ذا جرافيك من أكتوبر 1886 إلى يناير 1887. وهي واحدة من كلاسيكيات الأدب الخيالي، وبيع منها حتى عام 1965 أكثر من 83 مليون نسخة في 44 لغات مختلفة،  وهي من الكتب الأكثر مبيعا على الإطلاق. حققت الرواية شعبية غير عادية عند إصدارها، ولم يتم إيقافها من النشر أبدا. ويقول المؤرخ الأدبي أندرو ستوفر، «هي كانت دائما الأكثر شعبية وتأثيرا بين روايات رايدر هاجارد، ولا تنافسها فقط في هذا الصدد إلا كنوز الملك سليمان».
القصة تروى من منظور الشخص الأول وتتبع رحلة هوراس هولي وحارسه ليو فينسي إلى مملكة ضائعة في الدواخل الأفريقية. ويقابلون هناك قبائل بدائية من المواطنين وملكة بيضاء غامضة تدعى عائشة، والتي حكم باسم «هي»، أو «هي التي يجب أن تطاع». في هذا العمل، طور رايدر هاجارد في هذا العمل مناحي أدب العالم المفقود، والتي اقتدى بها كثير من المؤلفين لاحقا.
تقع الرواية ضمن الأدب الإمبريالي في انكلترا القرن التاسع عشر، وهي مستوحاة من تجارب رايدر هاجارد في جنوب أفريقيا والاستعمار البريطاني. تعبر القصة عن العديد من المفاهيم العرقية والتطورية في أواخر العصر الفيكتوري، وخاصة مفاهيم الانحطاط والتراجع العرقي التي برزت خلال انقلاب القرن. تستكشف الرواية، من خلال البطلة، موضوعات سلطة الإناث والسلوك الأنثوي. وتلقت الثناء والنقد على حد سواء بتمثيلها للأنوثة.

## موجز
يتلقى أستاذ شاب من جامعة كامبريدج اسمه هوراس هولي، زيارة من زميل له يُدعى فينسي، يكشف له أنه سيموت قريبًا. يُتابع فينسي كلامه قاصًا على هولي قصة خيالية عن إرثه العائلي. يوكل مهمة تربية ابنه الصغير، ليو (الذي لم يرَه قط) إلى هولي ويُعطيه صندوقًا حديديًا مقفلًا، مرفقًا بتعليمات توجب عدم فتحه حتى يبلغ ليو عامه الخامس والعشرين. يوافق هولي، وبالفعل يُعثر على فينسي ميتًا في اليوم التالي. يربي هولي الصبي كما لو كان ابنه؛ وعندما يُفتح الصندوق غداة عيد ميلاد ليو الخامس والعشرين، يكتشفون «كِسرة أمينارتاس العتيقة والغامضة، ويظهر أنها تدعم حكاية والد ليو. يتبع هولي، وليو، وخادمهما جوب التعليمات المكتوبة على الكسرة ويسافرون إلى شرق افريقيا لكن تتعرض سفينتهم للغرق. ينجو الثلاثة فقط إلى جانب قبطانهم العربي محمود؛ وبعد رحلة خطرة إلى منطقة مجهولة في الدواخل الأفريقية، يتعرضون للأسر عند قبائل الأحجار الوحشية. يعرف المغامرون أن السكان الأصليين خاضعون لحكم ملكة بيضاء مريعة، تُعبد تحت اسم هيَ أو «تلك التي ينبغي أن تُطاع». ينتاب شعب الأحجار الفضول حول المتطفلين بيض البشرة، إذ أن مليكتهم الغامضة كانت قد حذرتهم من مجيئهم.
يتولى بلالي، الرئيس الأكبر لإحدى قبائل الأحجار، مسؤولية الرجال الثلاثة، ويعرفهم على مسالك شعبه. تُعجب إحدى عذارى الأحجار، واسمها أوستين، بليو، وبمعانقتها وتقبيلها له علنًا، تتزوجه وفقًا لتقاليد شعب الأحجار. وبالمثل، يُولع ليو بها.
يخبر بلالي هولي أنه يتوجب عليه الذهاب وإبلاغ هيَ بوصول الرجال البيض. في غيابه، يضطرب بعض رجال الأحجار ويحتجزون محمود، ناوين أكله كجزء من «قدر ساخن» شعائري. مُدركًا ما يوشك أن يحدث، يطلق هولي النار على عدة منهم. يموت محمود أثناء محاولة إنقاذه من القدر الساخن، وقتما تخترق رصاصة أحد رجال الأحجار وتقتلهما سويًا. يُصاب ليو إصابة بالغة في القتال الذي عقب ذلك، لكن أوستين تنقذ حياته بإلقاء نفسها على جسده الممدد لحمايته من الرماح. يبدو كل شيء على وشك الضياع حينما يزمع رجال الأحجار على قتل أوستين إلى جانب الرجال البيض لكن بلالي يرجع في اللحظة الحاسمة ويُعلن أن الرجال الثلاثة تحت حماية هيَ. على كلٍ، تتفاقم حالة ليو ويقترب من الموت في النهاية بينما تعتني أوستين به بكل إخلاص.
يؤخذون إلى مقر الملكة، القابع قرب أطلال مدينة كور الضائعة، حضارة سابقة لحضارة المصريين كانت عظيمة في أحد الأيام. تعيش الملكة وحشمها تحت بركان خامل في سلسلة من السراديب المبنية لتكون قبورًا لشعب كور. هناك، يُقدم هولي للملكة، مشعوذة بيضاء اسمها عائشة. تبلغ من الجمال ملبغًا تسحر عنده كل ناظر إليها. تُحذر هيَ، المحتجبة خلف حجاب، هولي من أن سطوة بهائها تثير الرغبة والجزع على حد سواء، لكنه يشك في ذلك. عندما تُظهر نفسها، مع ذلك، ينتشي هولي ويسجد أمامها. تكشف عائشة أنها قد تعلمت سر الخلود وأنها تمتلك قوى أخرى خارقة للطبيعة من بينها القدرة على قراءة أفكار الآخرين، وشكل من أشكال الاستبصار والقدرة على شفاء الجروح وعلاج الأسقام؛ يتبين أيضًا أنها ذات علم جم في الكيمياء، لكنها، وعلى نحو ملفت للنظر، لا تستطيع معرفة المستقبل. تُخبر هولي أنها عاشت في مملكة كور لأكثر من ألفي عام، منتظرة عودة حبيبها المنبعث ثانية، كاليكراتيس (الذي ذبتحه في نوبة غضب أطلقتها الغيرة). لاحقًا، عندما يكتشف هولي عائشة سرًا وعن غير قصد في غرفتها المخفية، يعلم أنها ربما تمتلك قدرًا من القوة يمكنها من إحياء الموتى.
تزور ليو في العشية التالية بغية شفائه. لكنها تنذهل عند رؤية وجهه وتُعلن أنه كاليكراتيس وقد بُعث من جديد. تُنقذه وتنمو فيها غيرة من أوستين. تُؤمر الأخيرة بهجر ليو وعدم النظر إليه مرة أخرى أبدًا. ترفض أوستين ذلك، وتصرعها عائشة مستخدمة السحر. على الرغم من مقتل صديقتهما، لا يقدر هولي وليو على تحرير نفسيهما من سطوة جمال عائشة ويغدو ليو مسحورًا. أثناء شرح تاريخها، تُري عائشة ليو جسد كاليكراتيس المحفوظ بصورة مثالية، وكانت قد أبقته معها، لكنها تُذيب بقاياه وقتها بحمض قوي، واثقة من أن ليو هو لا شك تجسيدُ حبيبها الأسبق.
في ذروة الرواية، تأخذ عائشة الرجلين لتريهما عمود النار، عابرين مدينة كور المدمرة وصولًا إلى قلب البركان العتيق. قررت أن على ليو الاغتسال في النار كي يستحيل خالدًا ويبقى معها إلى الأبد، ثم يستطيعان سويًا أن يصيرا حاكمي العالم الخالدين مطلقي القوة. يصلون بعد رحلة محفوفة بالمخاطر إلى غار عظيم، لكن ليو في آخر الرحلة يرتاب من سلامة دخول اللهب. لتسكين مخاوفه، تخطو عائشة في روح الحياة، لكن مع هذا الانغماس الثاني، تتبدد القوة الحافظة للحياة وتبدأ عائشة بالعودة إلى عمرها الحقيقي. يخمن هولي أن التعرض الثاني ربما يُلغي آثار سابقه أو أن روح الحياة تنفث موتًا في بعض الأحيان. تتلاشى عائشة أمام أعينهم، وينكمش جسدها شيئًا فشيئًا. يموت جوب مذعورًا من هول المشهد. قبل أن تموت، تقول عائشة لليو: «لا تنسني. سأعود مرة أخرى!».

## الشخصيات
- هوراس هولي: بطل القصة وراويها، هو رجل من كامبريدج طور فكره الألمعي ووسع معارفه تعويضًا عن مظهره الشبيه بالقرد. يتقن هولي عددًا من اللغات العتيقة، متضمنة الإغريقية والعربية والعبرية، ما مكنه من التواصل مع قبائل الأحجار (الذين ينطقون بلهجة عربية) وهيَ (التي تجيد اللغات ثلاثتها). قاد اهتمام هولي بعلم الآثار وأصول الحضارة إلى استكشافه أطلال مملكة كور.
- ليو فينسي: وصيّ هوراس هولي (أي الموضوع تحت وصايته)، ليو شاب إنجليزي نبيل وجذاب ذو لياقة بدنية ورأس مثقل بشعر أشقر كثيف. هو نجيّ هولي وصديق أوستين. وفقًا لهيَ، يماثل ليو كاليكراتيس في المظهر وهو تقمُصه الجديد.
- عائشة: هي الشخصية الرئيسية في الرواية، يدعوها السكان الأصليون من قبائل الأحجار باسم هيَ، أو (تلك التي ينبغى أن تُطاع). وُلدت عائشة منذ أكثر من 2,000 عام في بلاد عربية، وأتقنت معارف القدماء لتصبح مشعوذة عظيمة. سمعت عن عمود الحياة في الدواخل الأفريقية، فارتحلت إلى مملكة كور المدمرة، متظاهرة بصداقة الناسك المُكلف بحراسة اللهب الذي يمنح الخلود. اغتسلت في نار عمود الحياة. يرجع اسمها عائشة إلى أصل عربي ووفقًا للمؤلف يجب أن يُلفظ «آشّا».[3]
- جوب: خادم هولي الأمين. جوب رجل من الطبقة العاملة شكّاك وانتقادي جدًا لغير الإنجليز. هو بروتستانتي ورع أيضًا. من كل الرحلات، شعر بالاشمئزاز من قبائل الأحجار تحديدًا وبالفزع من هيَ.
- بلالي: كبير أحد قبائل الأحجار.
- أوستين: عذراء من قبائل الأحجار. تتعلق بليو تعلقًا غراميًا، وتعتني به عندما يُصاب، تتصرف كما لو أنها حاميته، وتعصي هيَ لتبقى معه.
- كاليكراتيس: إغريقي عتيق، زوج أمينارتاس، وسلف ليو. منذ ألفي عام، فر وأمينارتاس من مصر، باحثين عن ملاذ في الدواخل الأفريقية حيث التقيا بعائشة. هناك، وقعت في حبه، ووعدته بمنحه سر الخلود إذا ما قتل أمينارتاس. رفض ذلك، فحنقت وصرعته.
- أمينارتاس: كاهنة مصرية قديمة وسلف عائلة فينسي. بصفتها كاهنة لإيزيس، كانت محمية من بطش هيَ. وقتما قتلت عائشة كاليكراتيس، طردت أمينارتاس من مملكتها. ولدت أمينارتاس ابن كاليكراتيس، بادئة بذلك نسب آل فينسي (أسلاف ليو).

## روابط خارجية
- هي على موقع الموسوعة البريطانية (الإنجليزية)